# Connor Roberts
Connor Richard Jones Roberts (Neath, Gales, 23 de septiembre de 1995) es un futbolista británico que juega de defensa en el Burnley F. C. de la Premier League.

## Trayectoria

### Swansea City
Nacido en Neath, creció en el pueblo cercano de Crynant y se incorporó a la Academia Juvenil del Swansea City a los 9 años. Tras progresar en la academia, ganó el título de la Liga de Desarrollo Profesional Sub-21 2014-15 en su temporada de debut como profesional y fue recompensado con un nuevo contrato de dos años.
Firmó un nuevo contrato de tres años con el Swansea City en septiembre de 2016. A su regreso del Bristol Rovers, se vinculó con el Swansea City Sub-23 y llegó a ganar el título de la Liga de Desarrollo Profesional Sub-23 2016-17 y la Copa de la Premier League 2016-17.

#### Préstamo al Yeovil Town
El 8 de agosto de 2015, se incorporó al Yeovil Town, de la Football League Two, en calidad de cedido por un mes, y debutó ese mismo día en la derrota por 3-2 ante el Exeter City. Se estableció rápidamente en Huish Park, y los Glovers ampliaron el contrato de préstamo de Roberts hasta el final de la temporada 2015-16.
Disputó 54 partidos con el Yeovil a lo largo de la temporada, y sólo se perdió uno por estar convocado con la selección sub-21 de Gales. Recibió tres premios al Jugador del Año y también fue elegido Jugador Joven del Año.

#### Préstamo al Bristol Rovers
En agosto de 2016 se incorporó al Bristol Rovers de la Football League One en calidad de cedido por seis meses. Debutó en una victoria por 3-2 ante el Northampton Town F. C. el 1 de octubre de 2016, y disputó otros cuatro partidos con los Piratas antes de regresar al Swansea.

#### Préstamo al Middlesbrough
El 14 de julio de 2017 se anunció que se incorporaría al Middlesbrough F. C., club de la EFL Championship, en calidad de cedido por una temporada. Después de hacer una aparición en la liga, su cesión terminó en enero y regresó al Swansea City.

### Regreso al Swansea City
Debutó con el Swansea City el 6 de enero de 2018 en la tercera ronda de la FA Cup contra el Wolverhampton Wanderers F. C. Marcó su primer gol con el club el 29 de septiembre de 2018 durante la victoria por 3-0 contra el Queens Park Rangers F. C. El 3 de junio de 2021 fue nombrado Jugador del Año del Swansea City para la temporada 2020-21.

### Burnley
El 31 de agosto de 2021 se incorporó al Burnley de la Premier League por una cantidad no revelada, firmando un contrato de cuatro años.

## Selección nacional
Ha sido internacional en la selección sub-19 de Gales. En marzo de 2016 recibió su primera convocatoria con la selección sub-21 de Gales para sus partidos de clasificación para la Eurocopa Sub-21 de 2017, y debutó ingresando en la segunda parte de la derrota por 2-1 ante Rumanía el 29 de marzo de 2016.
Fue convocado por primera vez con la selección absoluta de Gales el 15 de marzo de 2018. Debutó como internacional absoluto en la final de la Copa de China contra la selección de fútbol de Uruguay en marzo de 2018, cuando entró en el minuto 59 en sustitución de Declan John. Marcó su primer gol con la selección absoluta en la victoria por 4-1 ante la República de Irlanda el 6 de septiembre de 2018, rematando una media vuelta puesta por Gareth Bale.

## Estadísticas

### Clubes
Actualizado al último partido disputado el 6 de diciembre de 2024.
| Club                             | Div.          | Temporada     | Liga  | Liga  | Copas nacionales | Copas nacionales | Copas internacionales | Copas internacionales | Total | Total |
| Club                             | Div.          | Temporada     | Part. | Goles | Part.            | Goles            | Part.                 | Goles                 | Part. | Goles |
| -------------------------------- | ------------- | ------------- | ----- | ----- | ---------------- | ---------------- | --------------------- | --------------------- | ----- | ----- |
| Yeovil Town F. C. Inglaterra     | 4.ª           | 2015-16       | 45    | 0     | 9                | 0                | ―                     | ―                     | 54    | 0     |
| Yeovil Town F. C. Inglaterra     | Total club    | Total club    | 45    | 0     | 9                | 0                | 0                     | 0                     | 54    | 0     |
| Bristol Rovers F. C. Inglaterra  | 3.ª           | 2016-17       | 2     | 0     | 3                | 0                | ―                     | ―                     | 5     | 0     |
| Bristol Rovers F. C. Inglaterra  | Total club    | Total club    | 2     | 0     | 3                | 0                | 0                     | 0                     | 5     | 0     |
| Middlesbrough F. C. Inglaterra   | 2.ª           | 2017-18       | 1     | 0     | 3                | 0                | ―                     | ―                     | 4     | 0     |
| Middlesbrough F. C. Inglaterra   | Total club    | Total club    | 1     | 0     | 3                | 0                | 0                     | 0                     | 4     | 0     |
| Swansea City A. F. C. Inglaterra | 1.ª           | 2017-18       | 4     | 0     | 7                | 0                | ―                     | ―                     | 11    | 0     |
| Swansea City A. F. C. Inglaterra | 2.ª           | 2018-19       | 45    | 5     | 4                | 0                | ―                     | ―                     | 49    | 5     |
| Swansea City A. F. C. Inglaterra | 2.ª           | 2019-20       | 40    | 1     | 2                | 0                | ―                     | ―                     | 42    | 1     |
| Swansea City A. F. C. Inglaterra | 2.ª           | 2020-21       | 48    | 5     | 2                | 0                | ―                     | ―                     | 50    | 5     |
| Swansea City A. F. C. Inglaterra | Total club    | Total club    | 137   | 11    | 15               | 0                | 0                     | 0                     | 152   | 11    |
| Burnley F. C. Inglaterra         | 1.ª           | 2021-22       | 21    | 1     | 1                | 0                | ―                     | ―                     | 22    | 1     |
| Burnley F. C. Inglaterra         | 1.ª           | 2022-23       | 43    | 4     | 6                | 1                | ―                     | ―                     | 49    | 5     |
| Burnley F. C. Inglaterra         | 1.ª           | 2023-24       | 14    | 0     | 2                | 0                | ―                     | ―                     | 16    | 0     |
| Leeds United F. C. Inglaterra    | 2.ª           | 2023-24       | 14    | 1     | 1                | 0                | ―                     | ―                     | 15    | 1     |
| Leeds United F. C. Inglaterra    | Total club    | Total club    | 14    | 1     | 1                | 0                | 0                     | 0                     | 15    | 1     |
| Burnley F. C. Inglaterra         | 2.ª           | 2024-25       | 15    | 1     | 1                | 0                | —                     | —                     | 16    | 1     |
| Burnley F. C. Inglaterra         | Total club    | Total club    | 93    | 6     | 10               | 1                | 0                     | 0                     | 103   | 7     |
| Total carrera                    | Total carrera | Total carrera | 292   | 18    | 41               | 1                | 0                     | 0                     | 333   | 19    |